# Подаляк Наталія Гордіївна
Наталія Гордіївна Подаляк (28 жовтня 1948, Мозир — 25 липня 2010, Київ) — радянський та український історик, доктор історичних наук (1999), професор (2000), член Ганзейського товариства. Фахівець з історії торгово-політичної діяльності Ганзи, середньовічного міста, міжнародних відносин і дипломатії епохи середньовіччя. Автор понад 200 наук. праць, в т.ч. монографій, шкільних підручників із всесвітньої історії для 7-го і 8-го класів.

## Життєпис
Народилась 28 жовтня 1948 року в місті Мозир у сім'ї службовців. Закінчила історичний факультет Київського університету (1971). В 1971—1975 — аспірантка кафедри історії Стародавнього світу та середніх віків. У 1977 під керівництвом В. О. Маркіної захистила кандидатську дисертацію з історії середньовічного міста, що згодом склала основу монографії рос. «Ганза: Мир торговли и политики в XII—XVII столетиях» (1999).
Впродовж 1981—1999 — доцент в Київському інституті культури. В 1998 захистила докторську дисертацію «Приватносеньйориальні міста Макленбурга і торгово-політична система Ганзи в XII—XV ст.»
Із 1999 — професор у Дипломатичній академії України та у Києво-Могилянській академії.
Померла в Києві, 25 червня 2010 року.

## Роботи

### Монографії
- Подаляк Н. Г. (рос.) — К.: Дипломатическая академия при Министерстве иностранных дел Украины, 1998. — 202 с.
- Подаляк Н. Г. Могутня Ганза. Комерційний простір, міське життя і дипломатія XII—XVII століть. — К.: Темпора, 2009. — 360 с.

### Підручники
- Подаляк Н. Г. Всесвітня історія: Новий час (кінець XV—XVIII ст.). Підручник для 8 класу. — К.: Генеза, 2008. — 240 с. (2-е изд. — К.: Генеза, 2011. — 238 с.)
- Подаляк Н. Г. Історія середніх віків. Підручник для 7 класу. — К.: Фаренгейт, 2000. — 288 с. (2-е изд. — К.: Генеза, 2004. — 288 с.; 3-е изд. — К.: Генеза, 2007. — 236 с.)

### Статті
- Подаляк Н. Г. «Битва за Балтику» і зміни в торговій політиці Ганзи в XV—XVI ст. // Український історичний журнал. — 2002. — № 2. — С. 27-36.
- Подаляк Н. Г. (рос.)Борьба горожан Ростока против герцогов Мекленбургских на рубеже XV—XVI вв. // Средневековый город. — Саратов: Саратовский университет, 1987. — Вып. 8. — С. 116—125.
- Подаляк Н. Г. Влада і ремісники в містах вендської Ганзи в XIII—XIV ст. // Наукові записки Національного університету «Києво-Могилянська академія». — К.: КМ Академія, 2004. — Т. 30. — С. 59-63.
- Подаляк Н. Г. (рос.)Вулф Вулфлам: карьера и судьба ганзейского дипломата XIV века // Средние века. — 2005. — Вып. 66. — С. 170—199.
- Подаляк Н. Г. (рос.)Ганза // Город в средневековой цивилизации Западной Европы. — М.: Наука, 2000. — Т. 4. — С. 125—150.
- Подаляк Н. Г. (рос.)Ганзейские города в борьбе против мекленбургских герцогов во второй половине XV в. // Ежегодник германской истории. — М., 1986. — С. 65-79.
- Подаляк Н. Г. (рос.)Ганзейско-датское соперничество и политика Ганзы второй половины XIV в.: пути и методы реализации // Средние века. — 2002. — Вып. 63. — С. 195—209.
- Подаляк Н. Г. Дипломатичне покликання середньовічного купця Вулфа Вулфама // Науковий вісник Дипломатичної академії України. — К.: ДЕМІД, 2003. — Вип. 9. — С. 262—292.
- Подаляк Н. Г. «Купецька Ганза» та її іноземні контори у XII—XIII ст. // Історичний журнал. — 2004. — № 6-7. — С. 11-19.
- Подаляк Н. Г. (рос.)Некоторые вопросы социально-экономического развития ганзейского города Ростока в немецкой историографии второй половины XIX—XX в. и опубликованных источниках // Историографический сборник. — Саратов, 1978. — Вып. 4. — С. 173—194.
- Подаляк Н. Г. (рос.)Ремесленники в ратах вендской Ганзы в XIII—XV веках // Город в средневековой цивилизации Западной Европы. — М.: Наука, 2000. — Т. 3. — С. 68-73.
- Подаляк Н. Г. Ремесло та ремісники ганзейського Ростока у другій половині XV — першій половині XVI ст. // Український історичний журнал. — 1976. — № 9. — С. 118—122.
- Подаляк Н. Г. Репрезентація Ганзи на з’їздах другої половини XIV ст.: влада і церемоніал // Науковий вісник Дипломатичної академії України. — К.: Дипломатична академія України, 2008. — Вип. 14. — С. 156—160.
- Подаляк Н. Г. (рос.)Ростокская «соборная распря» 1487—1491 гг. // Средние века. — 1989. — Вып. 52. — С. 64-78.
- Подаляк Н. Г. Ростоцький університет і німецькі гуманісти // Наукові записки Національного університету «Києво-Могилянська академія». — К.: КМ Академія, 2003. — Т. 22, ч. 1. — С. 144—148.
- Подаляк Н. Г. (рос.)Социально-политическая борьба в городах Вендской Ганзы в XV в. // Средние века. — 1992. — Вып. 55. — С. 149—167.
- Подаляк Н. Г. Українські землі в системі торговельної мережі німецької Ганзи в XIV ст. // Вісник Чернігівського державного педагогічного університету. Серія: Історичні науки. — 2009. — Вип. 73. — № 6. — С. 21-25.
- Подаляк Н. Г. (рос.)Ульрих фон Гуттен и Ростокский университет // Культура Возрождения 16 века. — М., 1997. — С. 44-50.
- Подаляк Н. Г. (рос.)Юго-восточное направление ганзейской торговли: «горный путь» в XIV веке // Славяне и их соседи. Средние века — ранее время. — М.: Наука, 1999. — Вып. 9. — С. 105—113.